# Aquatics World Magazine
A Aquatics World Magazine é uma revista da FINA lançada em 2003, após anos de publicações trimestrais e boletins informativos. Nela, é publicado material sobre campeonatos, atletas e tudo o que acontece nos esportes aquáticos: saltos ornamentais, natação, polo aquático, maratona aquática e nado sincronizado. Entre os anos de 2003 e 2009, Pedro Adrega, chefe do departamento de comunicações da entidade, foi o resposável pela publicação da revista.